# Niederbüren
Niederbüren är en ort och kommun i distriktet Wil i kantonen Sankt Gallen, Schweiz. Kommunen har 1 497 invånare (2023).